# Best Friends Forever
«Best Friends Forever» («Mejores amigos para siempre» en Latinoamérica, «Mejores amigos por siempre» en España) es el episodio 129 de South Park, serie animada de Comedy Central. Ganó un Premio Emmy en el 2005. Originalmente fue estrenado el 30 de marzo de 2005, en paralelo al caso de Terri Schiavo.

## Argumento
Kenny es la primera persona en el pueblo en tener una PSP y no puede separarse de ella. Mientras tanto Cartman, que no pudo conseguir una por haber llegado tarde a la tienda, siente envidia de él. En su casa, Kenny comienza a jugar Heaven vs Hell y rápidamente llega al nivel 60, pero como sus padres estaban discutiendo, se va afuera a terminar el nivel; allí es atropellado por el camión de los helados (manejado por alguien que estaba jugando el mismo juego pero que solo había llegado al nivel 4) y muere.
Luego de ascender al cielo, Kenny aprende que Dios creó la PSP para buscar lo que los ángeles llaman “nuestro Keanu Reeves” – una persona que pueda dirigir sus tropas contra las fuerzas del infierno de Satanás en una forma parecida a la del videojuego. Kenny acepta el reto, pero desafortunadamente, es revivido justo después de escuchar esto. Como había estado muerto bastante tiempo, no puede hablar o comunicarse y ha sufrido daño cerebral permanente. Es mantenido vivo gracias a una sonda de alimentación. La lectura del testamento de Kenny, en el que le daba a Cartman su PSP (solo de lástima) y a Stan y a Kyle el resto de sus cosas, es interrumpida para anunciar que Kenny aún está vivo. Los abogados mencionan que hay un párrafo sobre los deseos de Kenny en caso de quedar en estado vegetativo, pero la última página del testamento no está por lo que es imposible saber cuales eran.
Como las tropas de Satanás comienzan a acercarse, los ángeles necesitan que Kenny muera para así ganar la batalla del Apocalipsis. Mientas tanto Cartman, alegando su condición de “mejor amigo para siempre”, consigue que la Corte Suprema de Colorado le de la orden para quitarle la sonda a Kenny y así poder quedarse con la PSP. Stan y Kyle junto con los padres de Kenny y otros manifestantes, entre ellos Skeeter y la Sra. Garrison (quien fue arrestada por tratar de darle agua y comida a Kenny) libran una guerra mediática para regresarle la sonda a Kenny y mantenerlo vivo, mientras Cartman busca seguidores de los derechos de los “mejores amigos para siempre” para mantener a Kenny sin la sonda. 
Luego de una larga e intensiva campaña mediática las dos partes terminan discutiendo en el hospital cuando los abogados dicen que la última página fue encontrada y que el deseo de Kenny en caso de quedar en estado vegetativo era “por favor, por el amor de Dios...no me muestren en esa condición en televisión”. Entonces las partes se dan cuenta de que no habían respetado los deseos de Kenny y Kyle dice que no debieron haber hecho del tema semejante escándalo y concluye que Kenny debe ser desconectado comentando que Cartman estaba “en lo correcto por las razones equivocadas” y ellos “equivocados por las razones correctas”. Entonces todos se van de la habitación del hospital, dejando a Kenny morir en paz. Kenny regresa al cielo justo a tiempo para llevar a los ángeles a la victoria usando una PSP dorada y una vez lograda esta es premiado con una estatua de Keanu Reeves.

## Premios
- El programa ganó el Premio Emmy del 2005 en la categoría "Mejor Programa Animado (de menos de una hora)". Fue la primera vez que la serie derrotó a programas como Los Simpson. Se convirtió además en el cuarto programa de dibujos animados del primetime en ganar el premio, detrás de Los Simpson, King of the Hill y Futurama.